# Euchristophia meridionalis
Euchristophia meridionalis là một loài bướm đêm trong họ Geometridae.